# Journal of Physics G
Journal of Physics G: Nuclear and Particle Physics) is een internationaal, aan collegiale toetsing onderworpen wetenschappelijk tijdschrift op het gebied van de kernfysica.
De naam wordt in literatuurverwijzingen meestal afgekort tot J. Phys. G Nucl. Part. Phys.
Het wordt uitgegeven door IOP Publishing namens het Institute of Physics en het American Institute of Physics en verschijnt maandelijks.
Het eerste nummer verscheen in 1989.